# Anthidium colliguayanum
Anthidium colliguayanum là một loài Hymenoptera trong họ Megachilidae. Loài này được Toro & Rojas mô tả khoa học năm 1970.